# زائوزرنی (سرزمین آلتای)
زائوزرنی (به لاتین: Zaozerny) یک منطقهٔ مسکونی در روسیه است که در سرزمین آلتای واقع شده‌است.